# Vetle Andersen
Vetle Andersen (Kristiansand, 20 aprile 1964) è un ex calciatore norvegese, di ruolo difensore.